# Teenage Head
Teenage Head ist eine kanadische Punkband aus Hamilton, Ontario. Sie werden auf Grund ihres simplen Musikstils oft als die kanadischen Ramones bezeichnet.

## Bandgeschichte
Teenage Head wurden 1975 von den Schulfreunden Frank Kerr, Gord Lewis, Steve Mahon und Nick Stipanitz gegründet. Der Name stammt vom 1971er Album Teenage Head der Flamin’ Groovies. Im Mai 1978 erschien die Single Pictures My Face auf Epic Records in Kanada. Über Bellaphon erschien diese Single auch auf dem deutschen Markt. Etwas später als die Ramones profitierten sie von der aufkommenden Punkszene und machten sich schnell einen Namen in der kanadischen Punkszene. Am 1. Dezember 1978 spielten sie gemeinsam mit The Viletones auf dem Last Pogo Festival in Toronto, das nach einem Lied der Teenage Heads von der Polizei beendet wurde und im Chaos endete.
Ihr selbstbetiteltes Debütalbum erschien 1979. 1980 folgte Frantic City, welches durch Attic Records in einem größeren Rahmen vertrieben werden konnte und sie auch außerhalb der Landesgrenzen bekannt werden ließ. Nach einem Auftritt im bekannten Liveclub The Forum in Ontario kam es zu Ausschreitungen, die landesweit in den Medien waren und dafür sorgten, dass an dem Veranstaltungsort jahrelang keine Konzerte mehr stattfinden konnten. Eine US-Tour musste wegen eines Unfalls von Gord Lewis abgesagt werden, der sich bei einem Autounfall den Rücken brach. 1982 trat die Band im B-Movie Die Klasse von 1984, mit einem jungen Michael J. Fox in einer Nebenrolle, auf. Sie spielten dort die Lieder Ain’t Got No Sense und Alimony.
Gord Lewis fiel einige Zeit aus, und so spielten die Teenage Heads mit diversen Gastgitarristen wieder in lokalen Clubs. 1982, nach Lewis’ Genesung, wurde das Album Some Kinda Fun veröffentlicht. Auch dieses Album war sehr erfolgreich, sorgte jedoch wegen der glatten Produktion und der Beach-Boys-Einflüsse für Kritik bei den Hardcore-Fans der Band. Mit der 1983er EP Tornado wechselte die Band zu MCA Records. Auf Grund des Vertrags mit dem US-amerikanischen Label mussten sie sich in Teenage Heads umbenennen, um sexuelle Assoziationen (Head ist im Englischen ein umgangssprachlicher Ausdruck für Fellatio) zu verhindern. Bereits das 1984er Livealbum Endless Party erschien aber wieder unter dem alten Namen.
Nach den kommerziell nicht sehr erfolgreichen Album Trouble in the Jungle stieg Frank Kerr aus und wurde kurzzeitig durch Dave Rave (eigentlich Dave Desroches) ersetzt, der mit Teenage Head 1988 Electric Guitar aufnahm. Kerr versuchte sich mit wechselnden Besetzungen an einer Solokarriere. 1996 stieg er wieder ein, dafür verließ Schlagzeuger Nick Stipanitz die Band und wurde durch Mark Lockerbie ersetzt. Nach dem 1996er Album Head Disorder zerstritt sich die Gruppe mit ihrem Manager und führte einige zeitraubende Prozesse.
Erst 2008 kehrte die Band zurück und veröffentlichte mit Marky Ramone am Schlagzeug ein neues Album. Am 16. Oktober 2008 verstarb Frank Kerr an einem Kopf-Hals-Karzinom.
Am 7. August 2022 wurde Gitarrist Gord Lewis tot in seinem Haus im kanadischen Ontario aufgefunden.

## Diskografie

### Alben
- Teenage Head (1979)
- Frantic City (1980)
- Some Kinda Fun (1982)
- Live in an Endless Party (Livealbum, 1984)
- Trouble in the Jungle (1986)
- Electric Guitars (1988)
- Head Disorder (1996)
- Teenage Head with Marky Ramone (2008)

### Singles und EPs
- Picture My Face / Tearin’ Me Apart (1978)
- Top Down / Kissin’ the Carpet (1978)
- Somethin’ on My Mind / Let’s Shake (1980)
- Let’s Shake (Remix) / I Wanna Love You (Live) (1980)
- Some Kinda Fun / Teenage Beer Drinkin’ Party (1982)
- Let’s Go to Hawaii / Don’t Toy with Me (1982)
- Tornado EP (als Teenage Heads, 1983)
- Tornado / Luv for Sale (1983)
- Blood Boogie (Remix) / (I’m Just) Too True (1983)
- Top Down (live) / Picture My Face (live) (1984)
- Frantic Romantic / I Can’t Pretend (1985)
- Can’t Stop Shakin’ (1987)
- Little Girl Don’t You Understand / Everybody Needs Somebody (1988)